# 2 182 kHz
La fréquence 2 182 kHz  (kilohertz)  ou 2,182 MHz (mégahertz) désignée aussi par sa longueur d'onde: 137,5 mètres est la fréquence internationale de détresse et d'appel en radiotéléphonie sur ondes hectométrique pour les stations du service maritime. Cette bande marine est comprise entre 1 605 kHz et 4 000 kHz en plusieurs sous bandes,. Appelée aussi « bande chalutier », cette bande est utilisée pour les radiocommunications maritimes en bande latérale supérieure USB (J3E) avec une portée d'exploitation inférieure à 600 km.

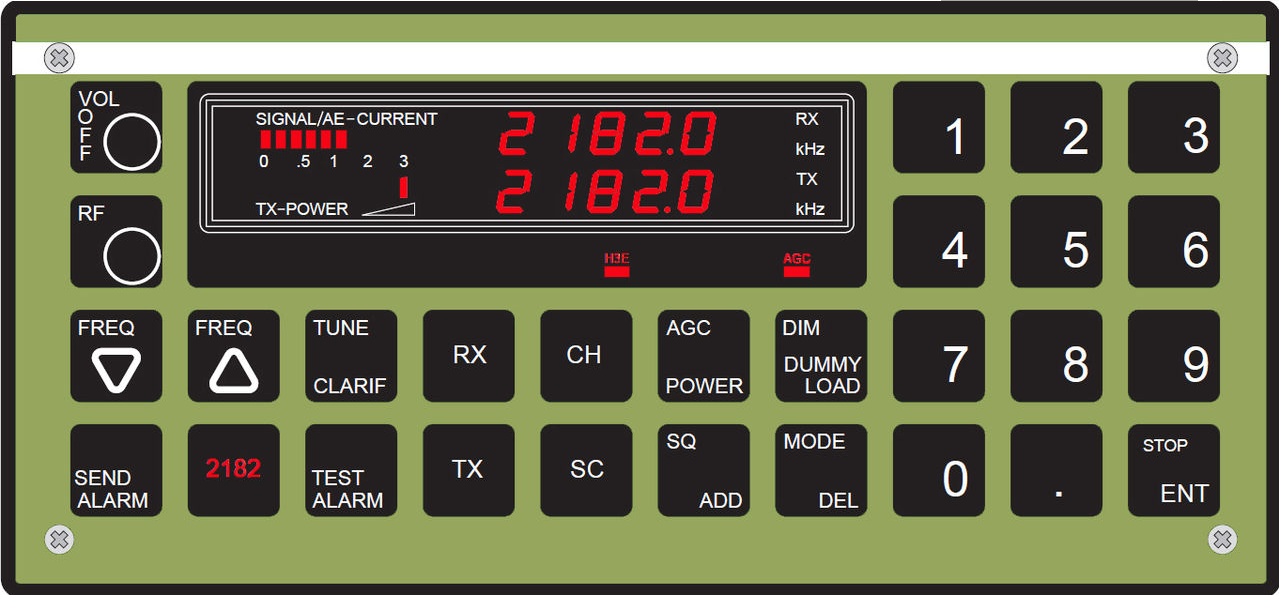
Émetteur-récepteur radiotéléphonique bande marine

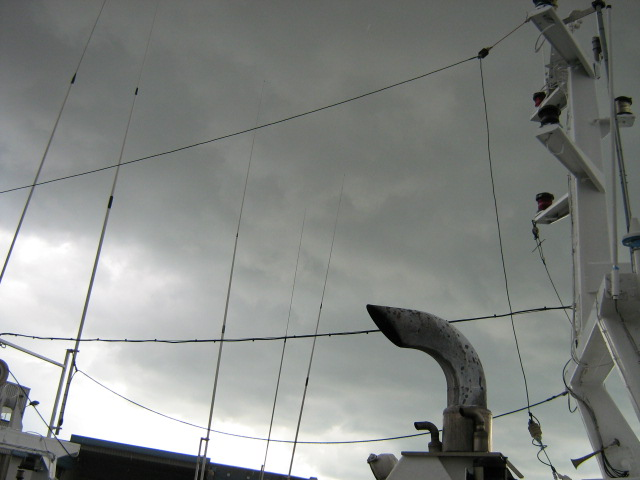
Antennes de navire.

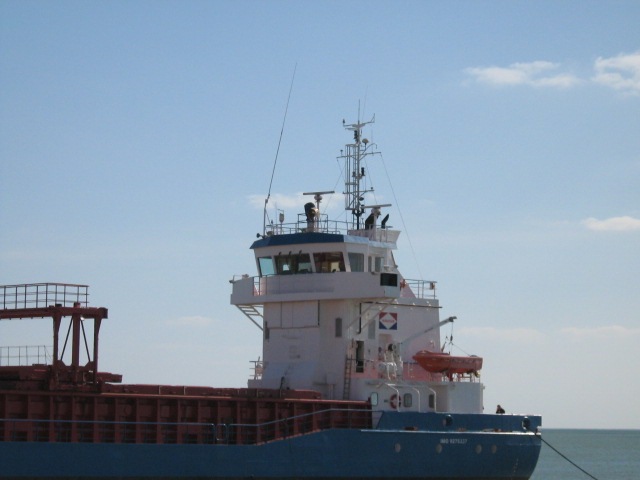
Navire de commerce type caboteur avec antennes

## Utilisation de la fréquence2 182kHz

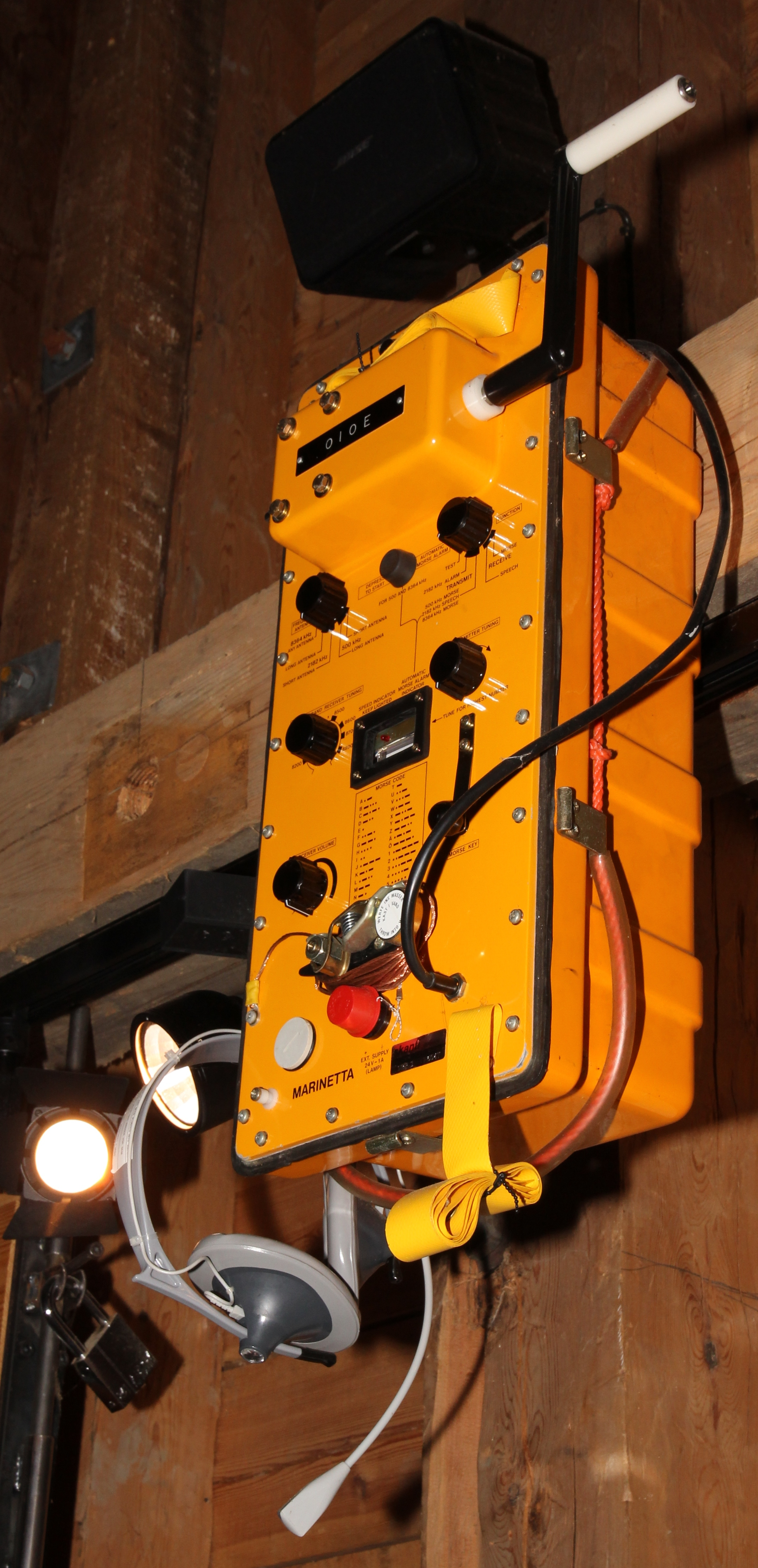
émetteur récepteur de naufrage

La fréquence 2 182 kHz est la fréquence internationale de détresse et d'appel en radiotéléphonie sur ondes hectométrique pour les stations du service mobile maritime. De la disponibilité de cette fréquence dépend l'efficacité de la veille effectuée par les CROSS, et par conséquent, du service du sauvetage et de la sécurité en zone côtière. Elle doit être employée pour les appels et le trafic de détresse.
Les messages de routine, de sécurité ou d'urgence doivent être transmis sur une fréquence de travail après annonce préliminaire sur la fréquence 2 182 kHz.
Afin de faciliter la réception des appels de détresse, toutes les émissions sur la fréquence 2 182 kHz doivent être réduites au minimum et ne pas dépasser une minute. Avant d'émettre sur la fréquence 2 182 kHz, un laps de temps d'écoute suffisant est nécessaire, afin d'être certain qu'aucun trafic de détresse n'est en cours. Cette disposition ne s'applique pas aux stations en détresse.
Chaque navire est en veille sur 2 182 kHz et c'est là qu'il sera appelé soit directement, soit par un appel sélectif numérique sur la fréquence 2 187,5 kHz. Les stations conviennent d'une fréquence de dégagement. Puis, la communication terminée, le navire revient en écoute sur 2 182 kHz.
La station équipée de l'appel sélectif numérique sur la fréquence 2 187,5 kHz n’est plus tenue à l'écoute obligatoire du canal 2 182 kHz. La prise d'écoute sur 2 182 kHz se fait dès la réception de l'appel sélectif numérique.
Dispositions relatives au service mobile terrestre : 
- les stations du service mobile terrestre situées dans des régions inhabitées, peu peuplées ou isolées peuvent, pour les besoins de la détresse et de la sécurité, se servir des fréquences ci-dessous et de recevoir des émissions de la classe J3E lorsqu'elles utilisent la fréquence porteuse 2182 kHz[5] ;
- les procédures de sécurité et vie humaine est obligatoire pour ces stations du service mobile terrestre lorsqu'elles utilisent des fréquences qui, en vertu du présent Règlement, sont prévues pour les communications de détresse et de sécurité[6].

## Historique
- En 1921 : essai sur différentes longueurs d'onde entre une station côtière et le chalutier français Marie Rose en radiotéléphonie en modulation d'amplitude.
- En 1925 : essai en radiotéléphonie par modulation d'amplitude dans la bande 105 mètres à 185 mètres entre trois navires de pêche français en pêche à Terre-Neuve.
- Dès 1928 : à la suite de la convention radiotélégraphique de Washington : dans le monde des navires de pêche sont pourvus en radiotéléphonie en modulation d'amplitude avec des canaux dans la bande 105 mètres à 185 mètres (1,62 MHz à 2,85 MHz) et le mot Mayday pour la détresse[7].
- En 1932 : la Convention internationale des télécommunications de Madrid établit la fréquence internationale de détresse sur 1 650 kc/s (longueur d'onde de 182 mètres)[8].
- En 1947 : la conférence d'Atlantic City déplace la fréquence 1 650 kc/s 1 650 kHz pour 2 182 kHz, désignée aussi par sa longueur d'onde de 137,5 mètres, et du message de détresse en radiotéléphonie[9]. Dégagement du trafic local (jusqu'à 40 km) en bande VHF sur le canal 16 en Modulation d'amplitude pour la radiotéléphonie pour l'appel, la sécurité, les radiocommunications entre les navires et entre les navires et les services des ports sauf pour la côte des États-Unis où les navires sont obligés d’utiliser la modulation de fréquence bande étroite - NFM[10]. (Les navires transocéaniques avaient deux modes: AM et FM sur l'unique fréquence VHF de 156,8 MHz). Puis la modulation de fréquence en bande étroite - NFM se généralise;
- En 1948 : obligation d'une station radiotéléphonique sur la fréquence 2 182 kHz présente dans tous les navires à passagers et dans les navires de charge de 300 Tx et plus[11].

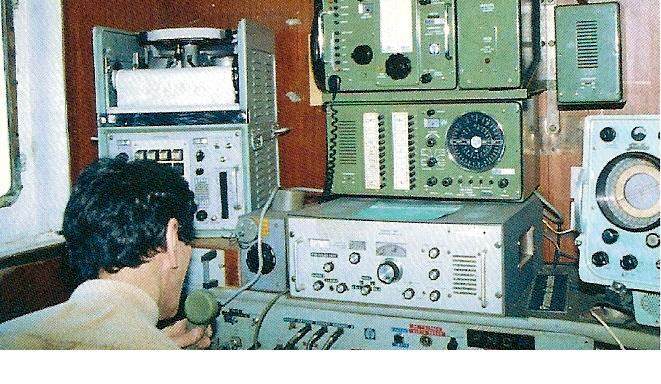
Opérateur radiotéléphoniste de la marine marchande assurant la veille radio dans un navire de pêche avant le 1 février 1997.

- En 1952 : la station Le Conquet radio (FFU) ouvre et effectue des liaisons radiotéléphoniques sur 2182 kHz chaque premier lundi du mois avec les phares dotés de la radiotéléphonie afin de vérifier le bon fonctionnement jusqu'à 1972.
- En 1973 : arrivée des premières stations de navire pouvant travailler en mode USB (J3E) et travaillant en AM.
- En 1975 : équipement de récepteur auto-alarme sur la fréquence 2 182 kHz, à bord des petits navires de commerce et de pêche.
- En 1976 : la première opératrice radiotéléphoniste prend sa fonction dans la station Le Conquet radio.
- En 1978 : toutes les stations de navire équipées de 1,6 à 26 MHz travaillent en mode USB (J3E) et travaillent provisoirement en modulation d'amplitude AM (A3E) dans la bande 1,6 à 4 MHz.
- En 1980 : début de la baisse du trafic radiotéléphonique.
- Du 1er janvier 1982 au 31 janvier 1982, bande 1,6 à 4 MHz : transition des stations en modulation d'amplitude (A3E) en stations en bande latérale supérieure USB (J3E)[12].
- Le 1er février 1982 : toutes les stations marines sont en USB (J3E) avec des canaux de 3 kHz[13]. Sur 2182 kHz les émissions pour la sécurité et la vie humaine peuvent être réalisées avec une porteuse (en H3E ou A3E)[14] pour faciliter la radiogoniométrie.
- Dès 1995 : dans les navires équipés du SMDSM, l’officier de quart à la passerelle effectue la veille automatique en appel sélectif numérique sur la fréquence 2 187,5 kHz et sur la fréquence 2 182 kHz.
- Le 1er février 1997 : le métier d'opérateur radiotéléphoniste de la marine marchande disparaît en France[15].
- Le 1er février 1999 : mise en place dans le monde du SMDSM 1999 et en zone A2 de l'appel sélectif numérique sur la fréquence 2 187,5 kHz.
- Le 28 février 2000 : France Télécom ferme les émissions en radiotéléphonie[16].
- Le 1er février 2005 : arrêt de la veille obligatoire en radiotéléphonie sur 2182 kHz en zone A2 pour les navires SMDSM équipés de la veille automatique en appel sélectif numérique sur la fréquence 2 187,5 kHz.

## Fréquences internationales de la bande hectométrique

### La fréquence2 182kHz

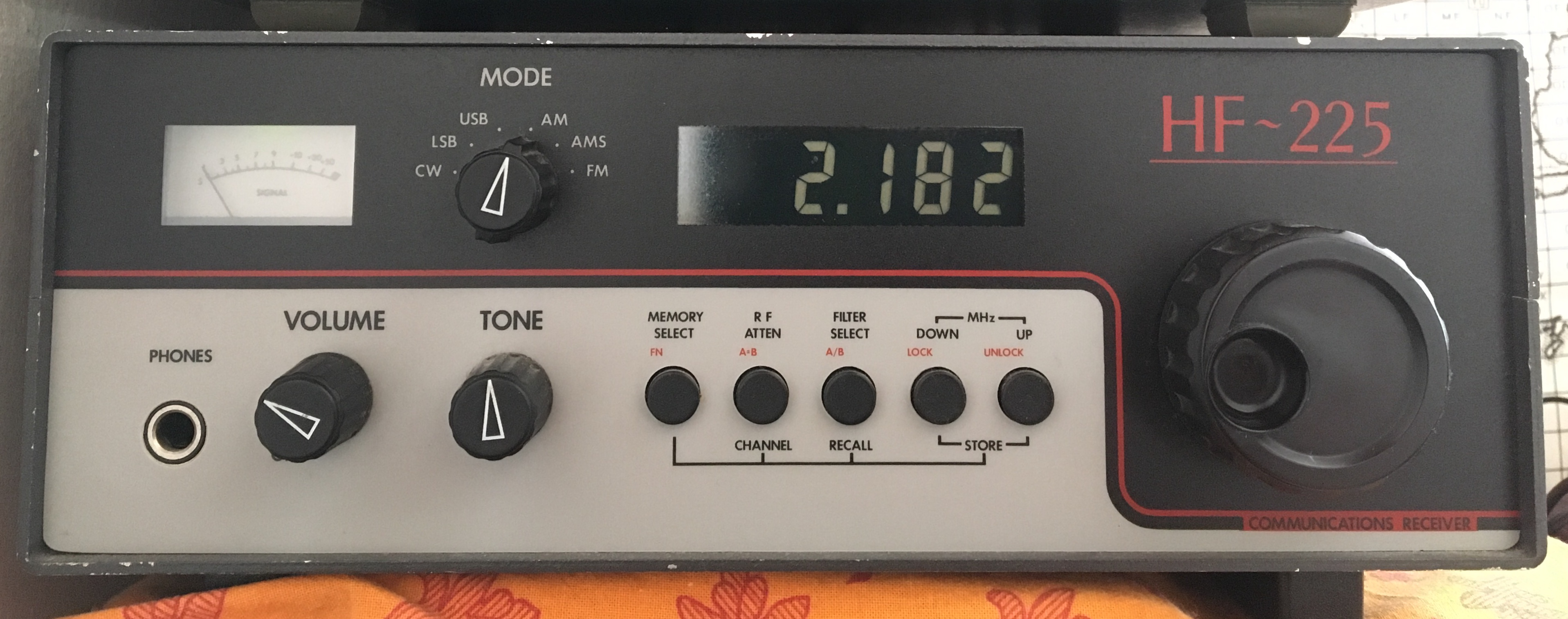
Récepteur sur 2182 kHz utilisé pour l'écoute des messages de détresse et des appels de sécurité et vie humaine en AM.

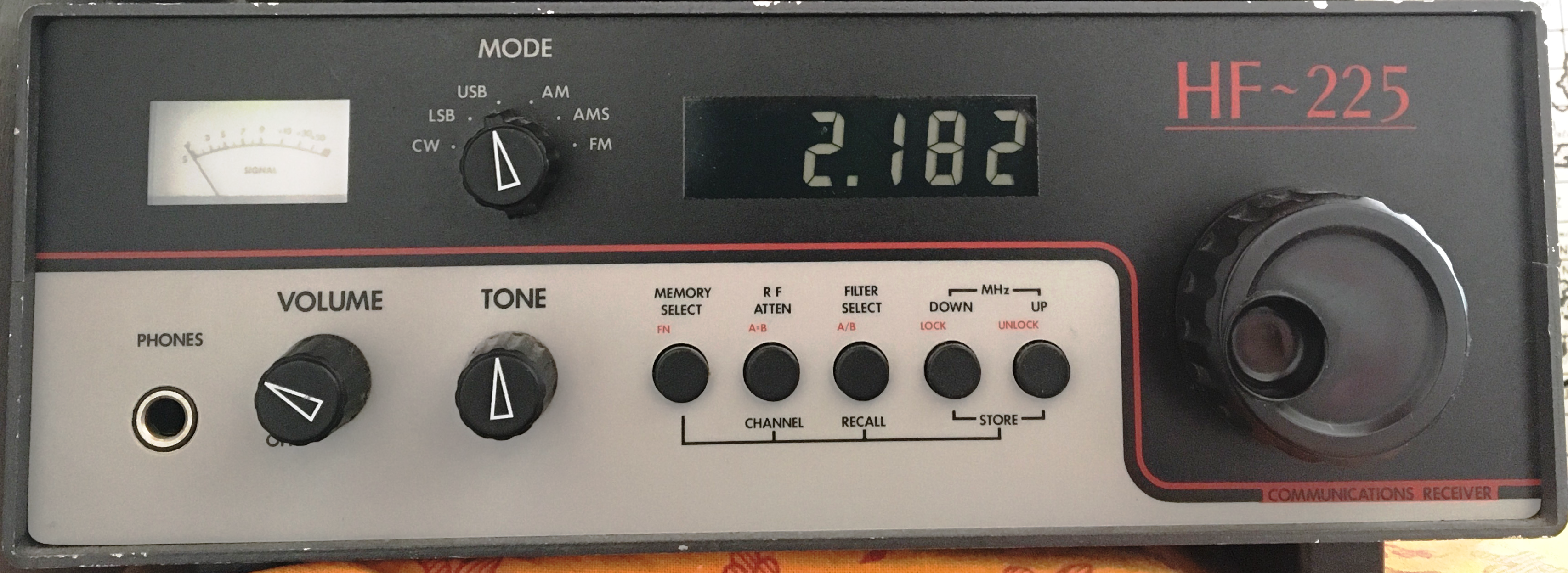
Récepteur sur 2182 kHz utilisé pour l'écoute des appels divers en USB et des messages de détresse en AM.

La fréquence porteuse 2 182 kHz est une fréquence internationale de détresse en radiotéléphonie ; elle doit être employée à cet effet par les stations de navire, d'aéronef et d'engin de sauvetage et par les radiobalises de localisation des sinistres qui font usage des bandes autorisées comprises entre 1 605 kHz et 4 000 kHz lorsque ces stations demandent l'assistance des services maritimes. Elle est employée pour l'appel et le trafic de détresse, pour les signaux de radiobalise de localisation des sinistres, pour le signal et les messages d'urgence ainsi que pour le signal de sécurité. Lorsque cela est possible en pratique, les messages de sécurité sont transmis sur une fréquence de travail après une annonce préliminaire sur la fréquence 2 182 kHz. La classe d'émission à utiliser en radiotéléphonie sur la fréquence 2 182 kHz est la classe H3E. Les appareils prévus uniquement pour la détresse, l'urgence et la sécurité peuvent continuer à utiliser la classe d'émission A3E. La classe d'émission à utiliser par les radiobalises de localisation des sinistres est celle qui est spécifiée à l'appendice 37. La classe d'émission J3E peut être utilisée pour l'échange du trafic de détresse sur la fréquence 2 182 kHz après avoir accusé réception d'un appel de détresse à l'aide de techniques d'appel sélectif numérique sur la fréquence 2 187,5 kHz, compte tenu du fait que d'autres navires croisant au voisinage peuvent ne pas être en mesure de recevoir ce trafic.
Lorsque les administrations font assurer par leurs stations côtières une veille sur 2 182 kHz pour recevoir des émissions de la classe J3E ainsi que des émissions des classes A3E et H3E, les stations de navire peuvent communiquer avec ces stations côtières au moyen d'émissions de la classe J3E.
Si un message de détresse transmis sur la fréquence porteuse 2 182 kHz n'a pas fait l'objet d'un accusé de réception, on peut transmettre de nouveau le signal d'alarme radiotéléphonique suivi, lorsque c'est possible, de l'appel et du message de détresse sur l'une ou l'autre, selon le cas, des deux fréquences porteuses 4 125 kHz ou 6 215 kHz
Cependant, lorsque les stations de navire et d'aéronef ne peuvent pas émettre sur la fréquence porteuse 2 182 kHz ni sur les fréquences porteuses 4 125 kHz ou 6 215 kHz, ces stations devraient utiliser toute autre fréquence disponible sur laquelle elles peuvent attirer l'attention.
Toute station côtière faisant usage de la fréquence porteuse 2 182 kHz à des fins de détresse doivent pouvoir transmettre le signal d'alarme radiotéléphonique.
Il convient que toute station côtière autorisée à émettre des avis pour la navigation puisse transmettre le signal d'avis aux navigateurs.

### Fréquences auxiliaires à2 182kHz

#### La fréquence2 187,5kHz
- La fréquence 2 187,5 kHz est utilisée pour la veille automatique de l'appel sélectif numérique en zone A2[18] du SMDSM.
- La fréquence 2 187,5 kHz est aussi utilisée pour la veille automatique de l'appel sélectif numérique dans le monde entre navires.
- Pour actionner une alarme d'une autre station de bord ou d'un groupe de stations MMSI. Puis les stations vont sur la fréquence 2 182 kHz.
- A défaut d'une impossibilité d'installer une antenne d'une longueur de plus de 5 mètres, une antenne fouet de 3 mètres peut être admise pour la veille automatique de l'appel sélectif numérique sur la fréquence 2 187,5 kHz.

Les natures des détresses spécifiées dans le service d’appel sélectif numérique : 

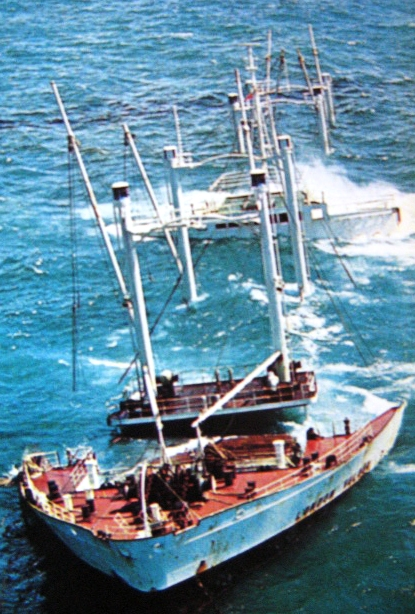
le navire coule
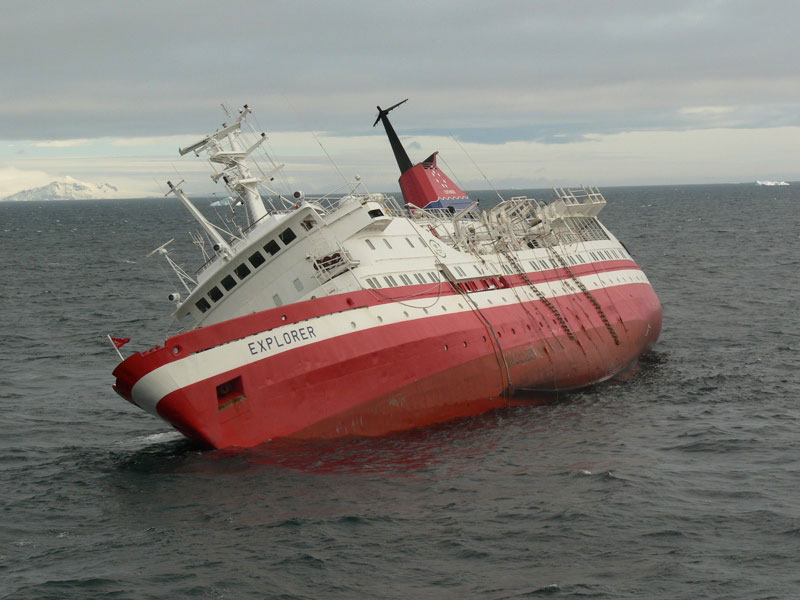
danger de chavirement, forte gîte
voie d'eau
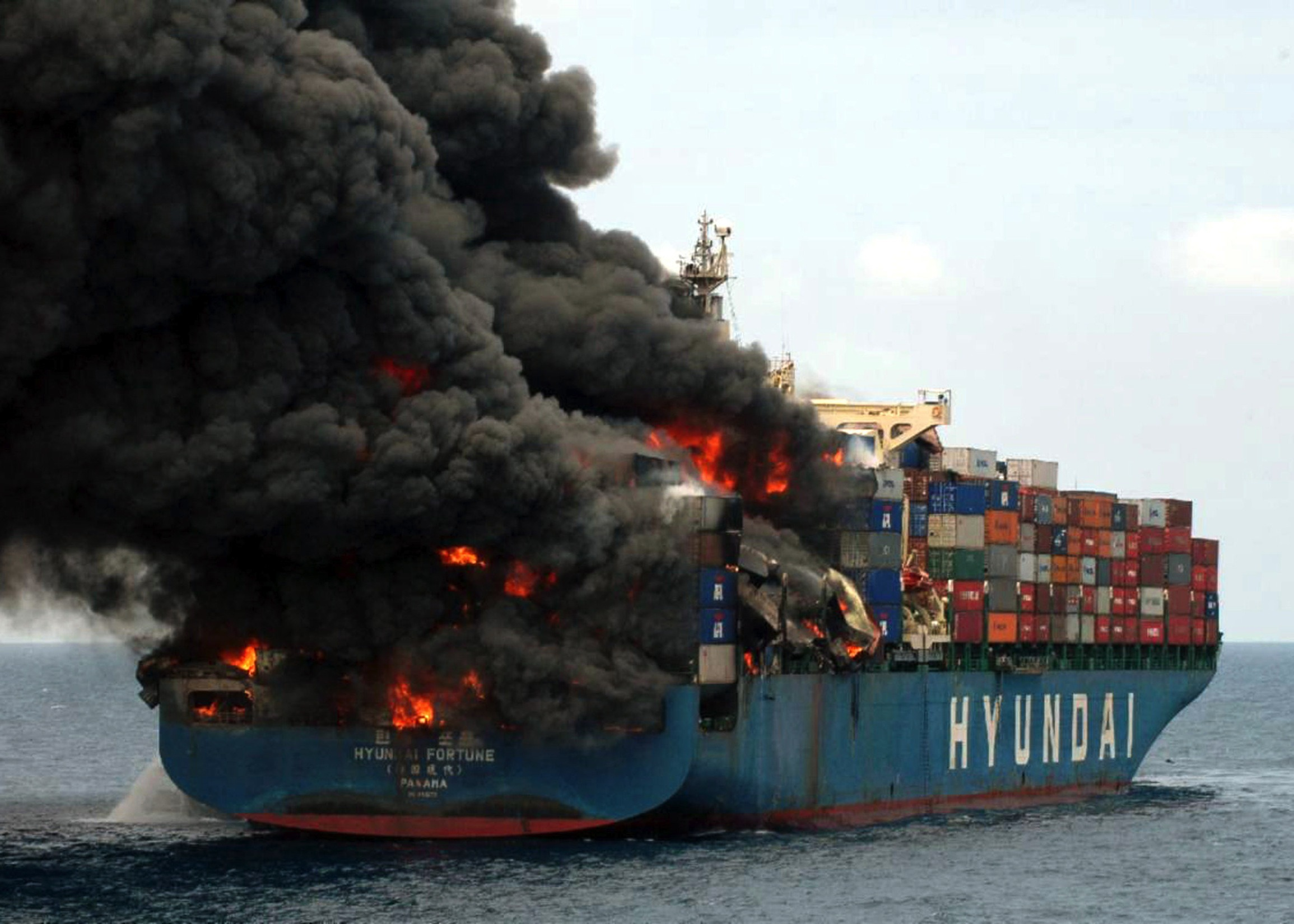
incendie, explosion
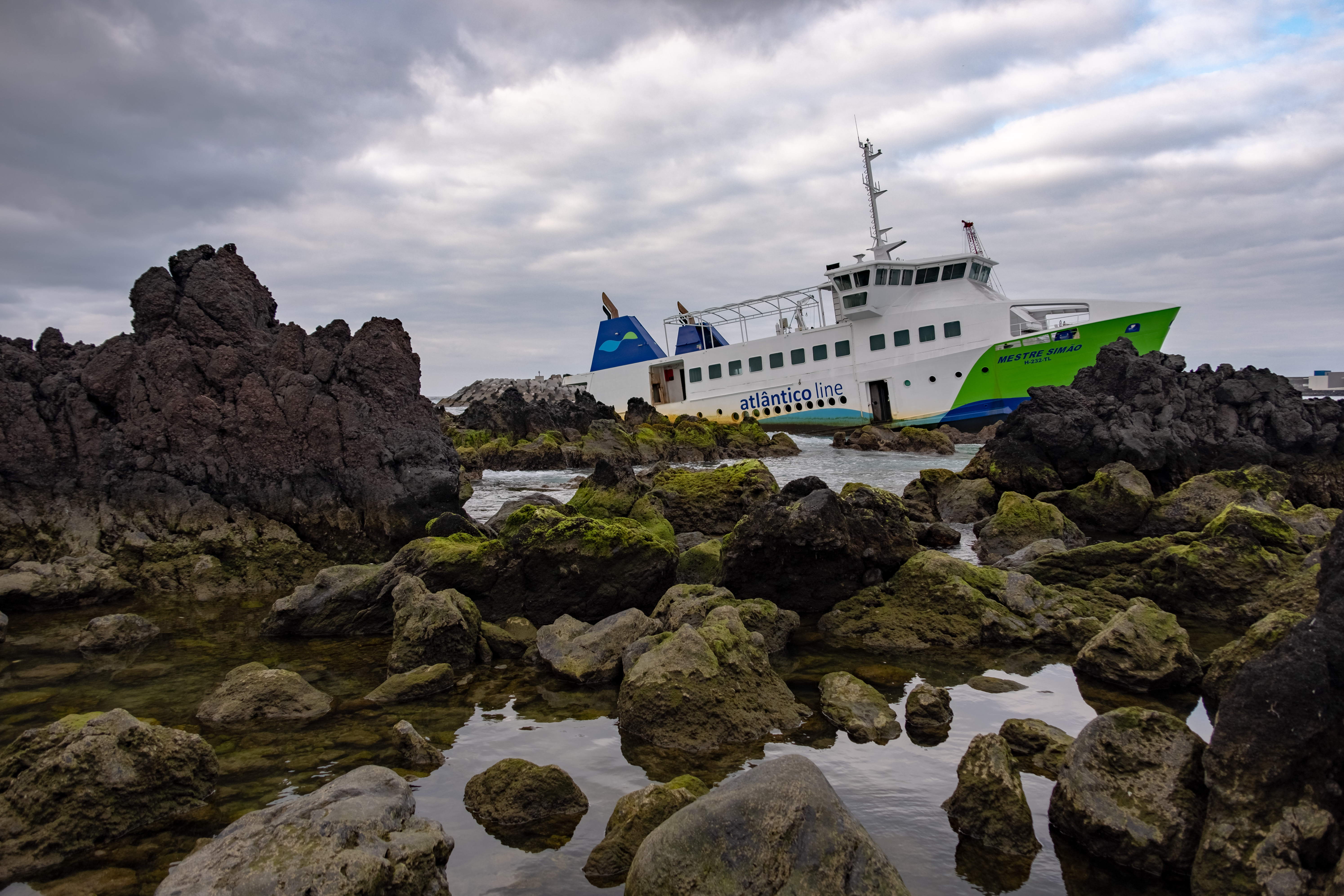
échouement
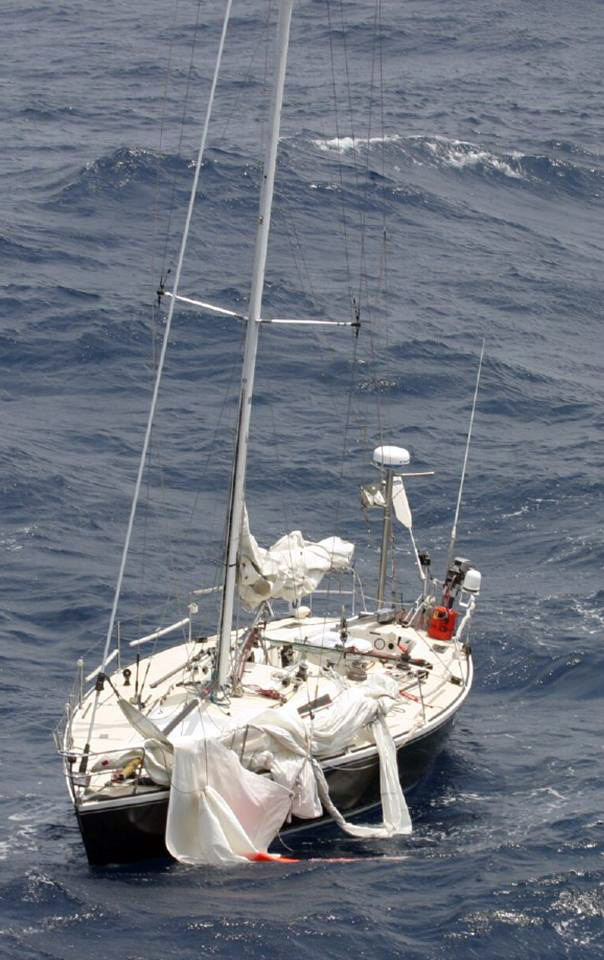
navire désemparé à la dérive, non maître de sa manœuvre
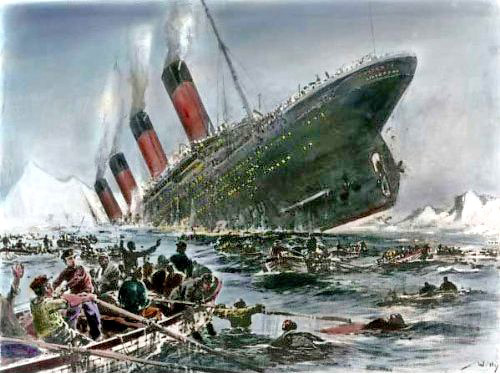
abandon du navire
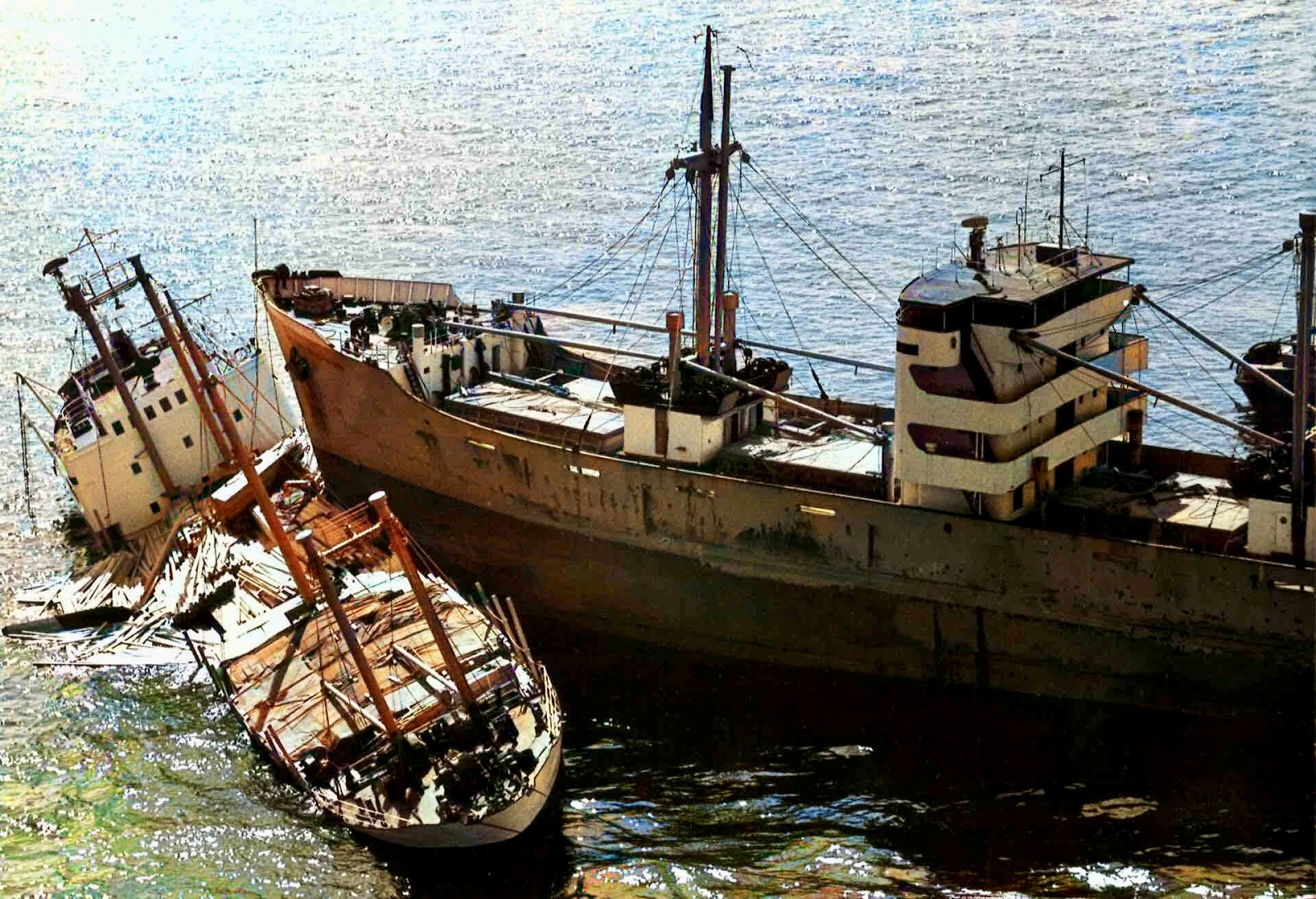
abordage, collision
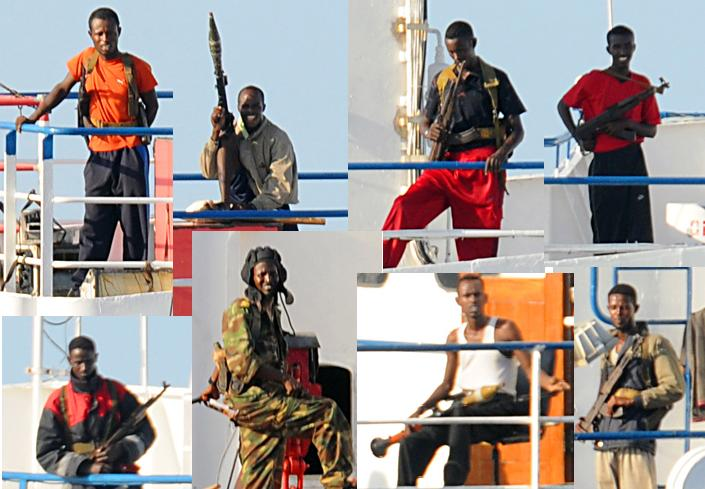
acte de piraterie (depuis le 1er février 1999)
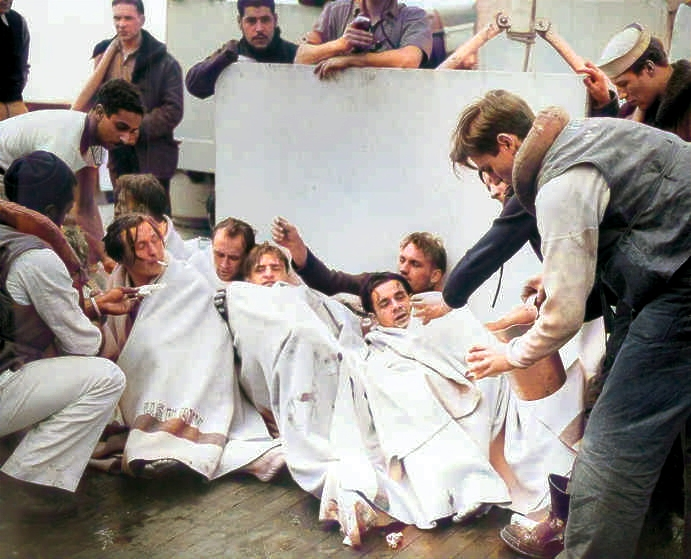
homme à la mer (depuis le 1er février 1999)
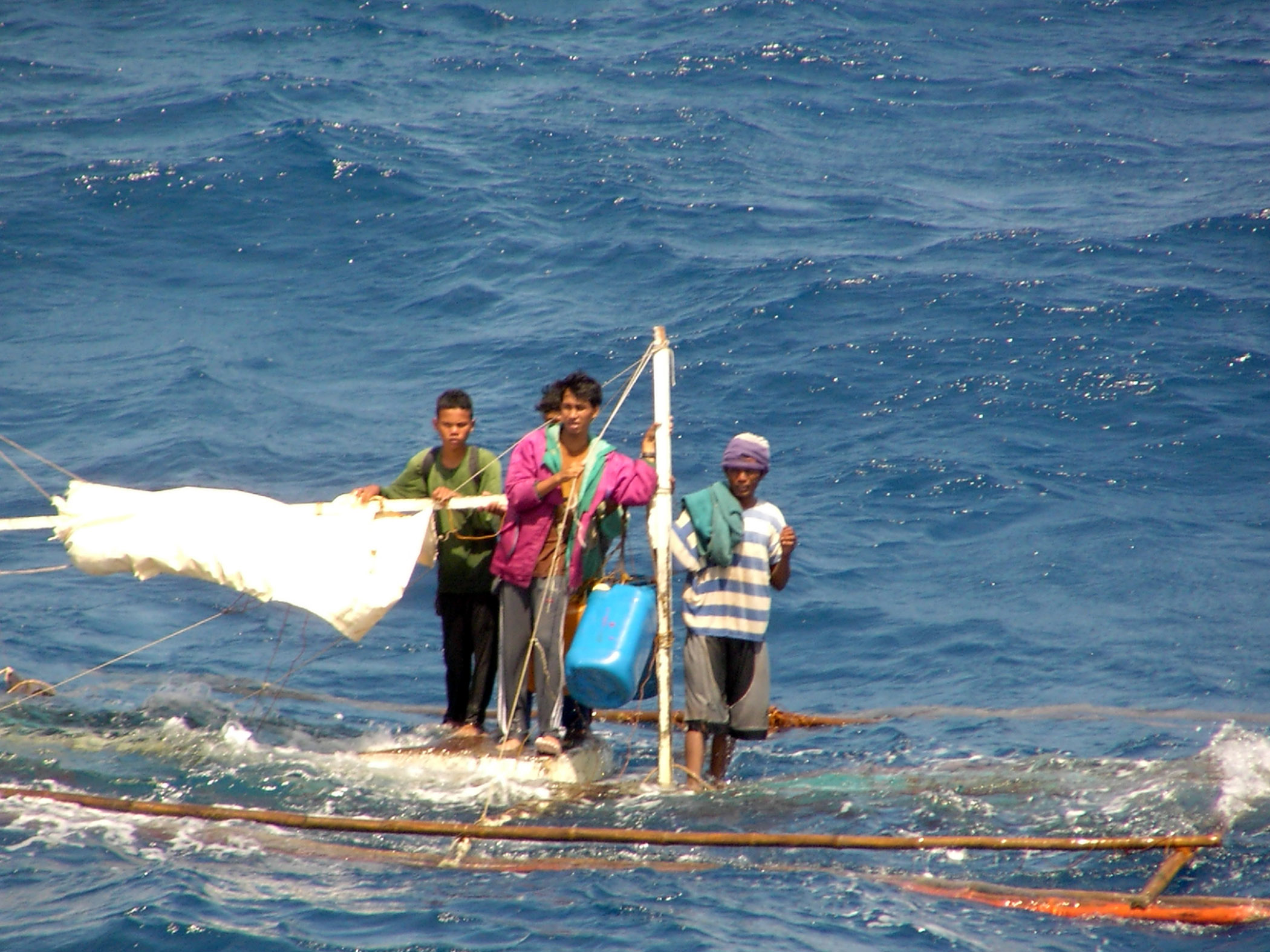
naufragés abandonnés à leurs sorts,
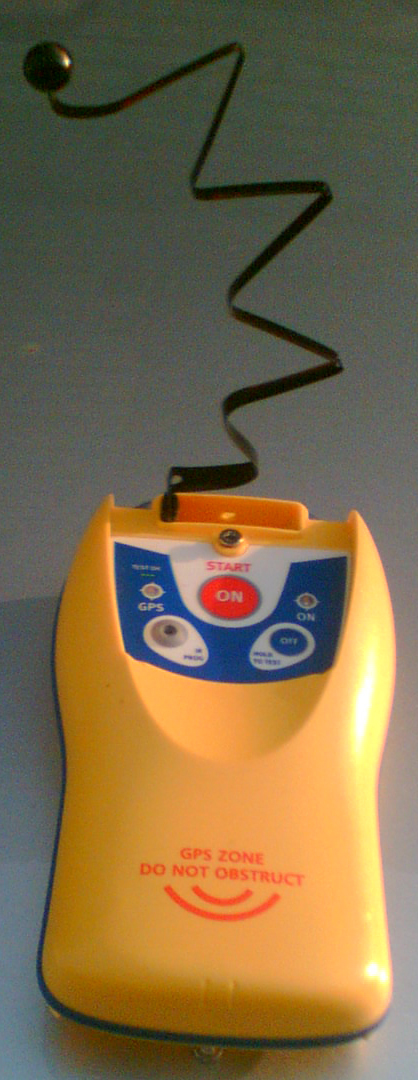
émission d'une radiobalise de localisation des sinistres

- une détresse non spécifiée ci dessus (exemples: dangereuse retombée volcanique sur le navire, radioactivité dangereuse, vague scélérate  ......).

#### La fréquence2 191kHz
Les stations de navires peuvent utiliser cette fréquence comme fréquence d’appel supplémentaire en radiotéléphonie lorsque la fréquence 2 182 kHz est employée pour la détresse. Dans les zones à fort trafic la fréquence 2 191 kHz est utilisé pour l'appel de routine.

#### La fréquence3 023kHz

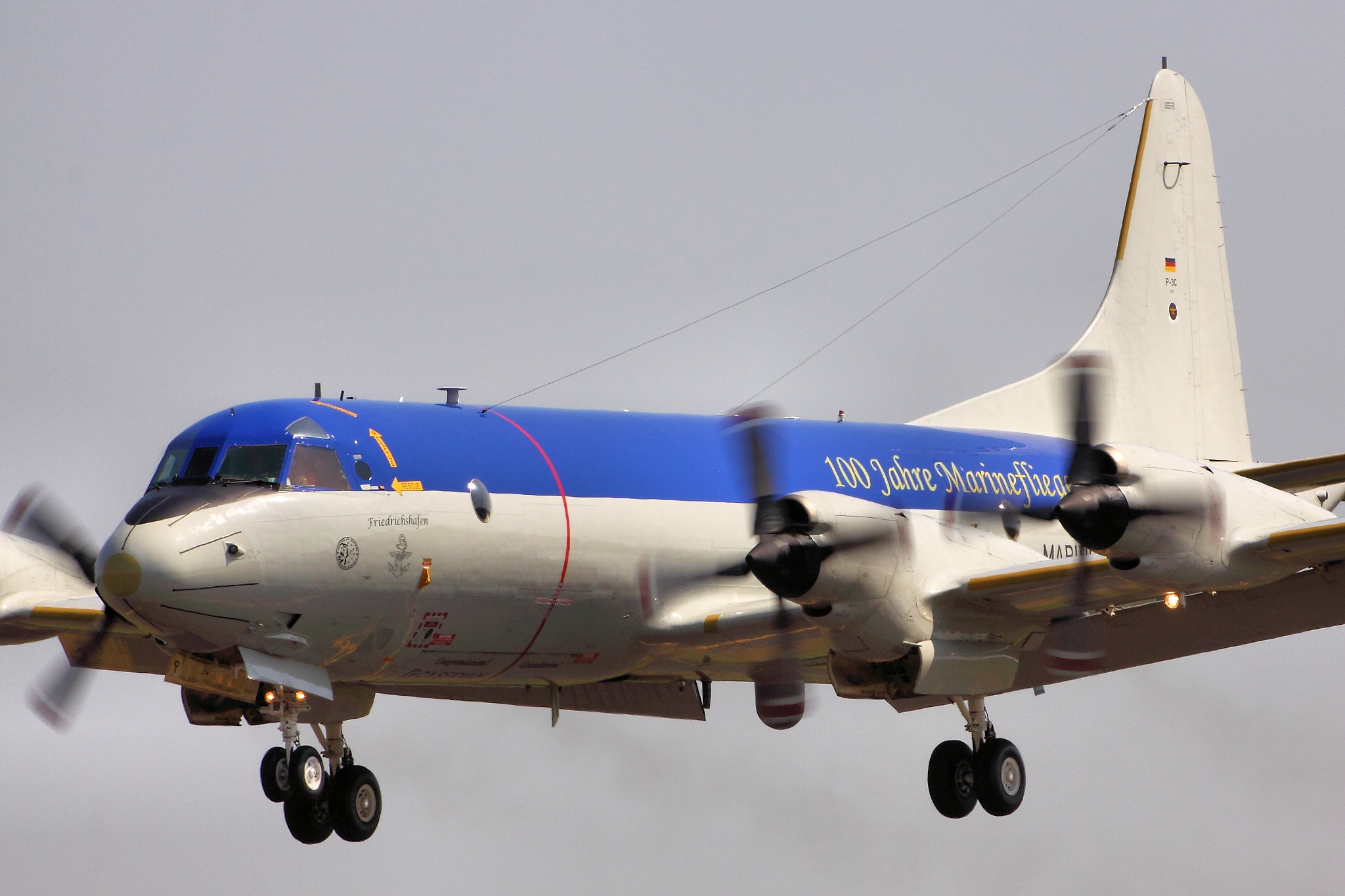
Antennes obliques 2 à 23 MHz, tendues de la coque de l'avion à la dérive.

La recommandation de l'Union internationale des télécommunications est :
La fréquence porteuse (fréquence de référence) aéronautique 3 023 kHz peut être utilisée pour établir des communications entre les stations mobiles qui participent à des opérations de recherche et de sauvetage coordonnées, ainsi que des communications entre ces stations et les stations terrestres participantes.

## La manœuvre d’une station radiotéléphonique

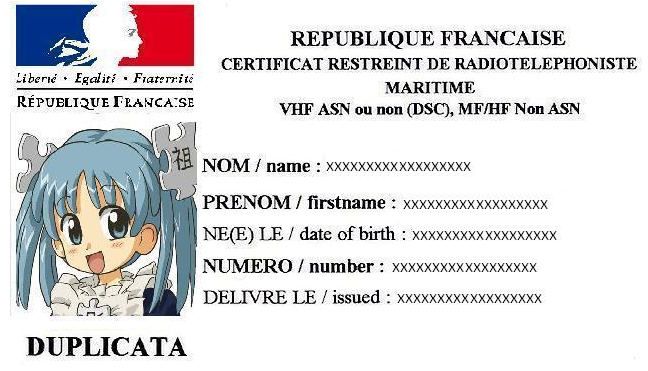
Certificat restreint de radiotéléphoniste maritime

Depuis le 31 janvier 1997. Pour manœuvrer une station de bord radiotéléphonique de navire fonctionnant dans la gamme 1 605 kHz à 4 000 kHz. Donc la puissance maximum envoyée à l'antenne de cette station de bord est comprise entre 150 W et 400 W en USB (J3E) avec des canaux de 3 kHz. il est nécessaire de posséder un des certificats suivants :
- Certificat restreint de radiotéléphoniste option maritime MF,
- Certificat spécial d'opérateur : dans toutes les zones pour les navires français de commerce inférieur à 300 UMS et les navires de pêche français de longueur inférieure à 45 mètres ;
- Certificat général d'opérateur (LRC) Long Range Certificate: tous les navires et toutes zones.

Depuis le 31 janvier 1997. Pour configurer, programmer, modifier, réparer une station de bord de navire, il est nécessaire de posséder un des certificats suivants :
- certificat de radioélectronicien de première classe (CR1)
- certificat de radioélectronicien de deuxième classe (CR2)

## Période de silence radio du temps universel coordonné

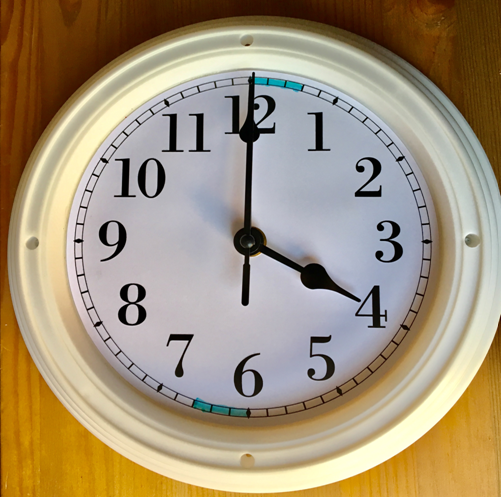
En bleu les périodes de silence radio de 3 minutes. L'heure est en temps universel coordonné.

- Dans les stations radios internationales une montre marque l'heure du temps universel coordonné comme référence.
- La mise à l'heure est faite par la référence du Temps universel coordonné qui se base sur l'écoute des tops des fréquences : 2,5 MHz ; 5 MHz ; 10 MHz ; 15 MHz et 20 MHz.
- La bande de fréquence : 2 173,5 kHz à 2 190,5 kHz est réservé pour la détresse et l'appel, les stations effectuent un silence radio dans les périodes de couleurs bleu ou vert de H + 00 à 03 et de H + 30 à 33 sur les fréquences :
- 2 174,5 kHz fréquence internationale en radiotélex (maritime).
- 2 182 kHz fréquence de détresse, d’appel d'urgence, d’appel de sécurité, d’appel de routine en radiotéléphonie en USB de la bande 1,605 MHz à 4 MHz.
- 2 187,5 kHz fréquence internationale d’appel sélectif numérique avec MMSI. (Puis émettre sur 2 182 kHz).
- L’appel de routine, de sécurité, d’urgence est autorisé (dans les périodes blanches aux heures de H + 03 à 29 et de H + 33 à 59 avec un dégagement sur une fréquence de travail.
- Les radiocommunications pour la détresse sont libres sur les fréquences 2 174,5 kHz, 2 182 kHz et 2 187,5 kHz.
- (Les périodes de couleurs rouge présente sur des montres sont pour la radiotélégraphie)

## Antennes et propagation
L’antenne radioélectrique est un dispositif permettant de recevoir et d'émettre des ondes radio.
Sur la bande hectométrique, les antennes cadre sur ferrite permettent de s’apercevoir que le rayonnement radioélectrique est toujours en polarisation verticale quelle que soit la polarisation de l’antenne d’émission, sans problème d’atténuation dû au croisement de polarité.

### Antenne verticale et propagation

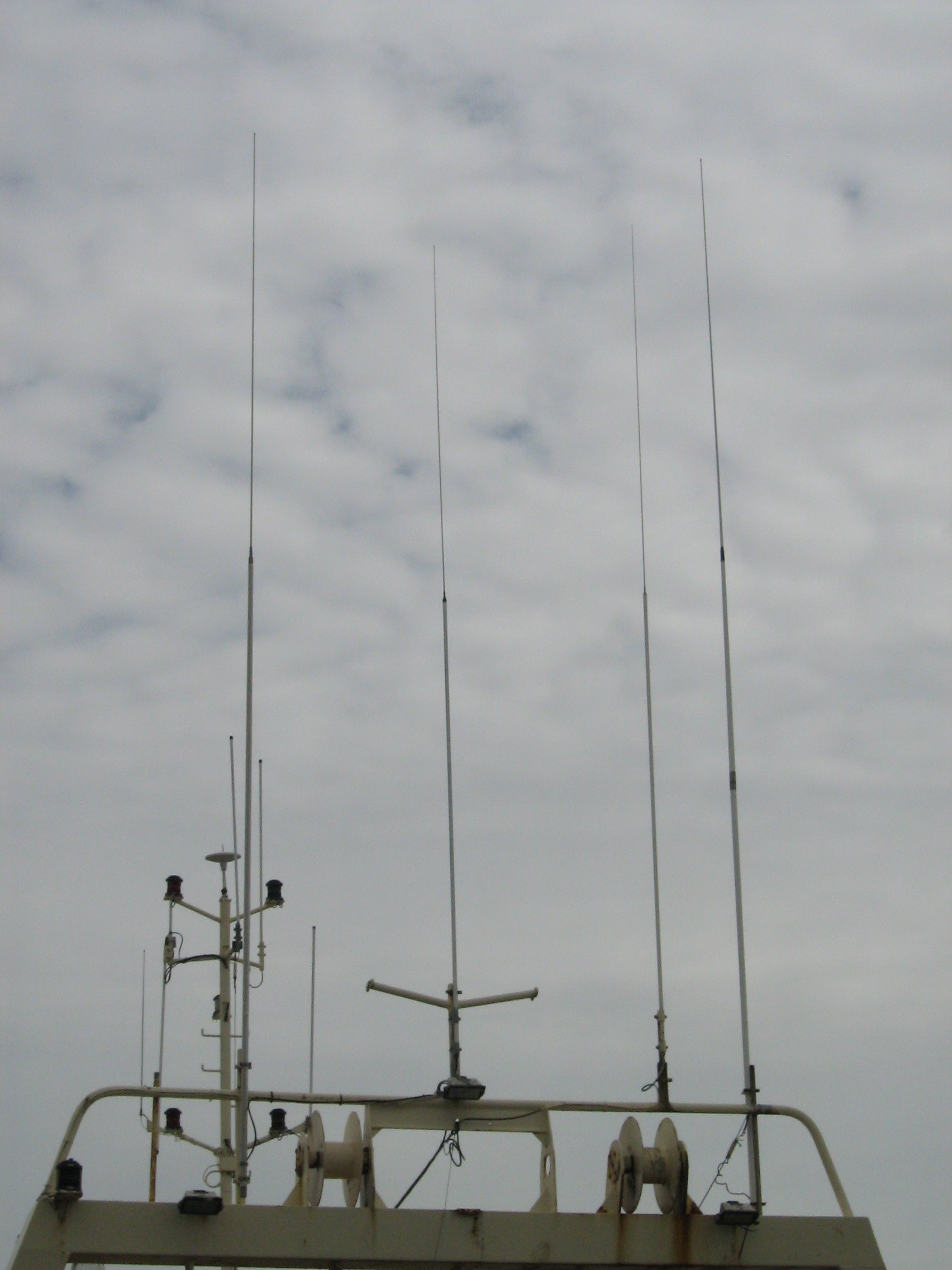
Antennes verticales de navire de pêche

- Les antennes verticales facilitent les triangulations par radiogoniométrie.
- Une antenne verticale pour la bande hectométrique est une antenne fouet longue de 7 mètres (longueurs standards) ou (8,5 mètres ou 10 mètres) alimentée par une boîte de couplage automatique.
- Pour une prise d'écoute sur une fréquence, l'opérateur radio doit appuyer 5 secondes sur la touche « TUNE » ou siffler cinq secondes dans le microphone de l'émetteur BLU pour l'accord du coupleur automatique.
- La propagation est par l’onde sol[23] avec une portée d'exploitation inférieure à 600 km.
- Lorsqu'il fait nuit entre le lieu d’émission et de réception, des portées pour les contacts radios longues distances occasionnels sont possibles, car l'angle de rayonnement de l'antenne verticale est le plus bas afin d'attaquer l'ionosphère le plus loin possible et ainsi d'obtenir une onde qui tend à se propager vers l'autre bout de la terre ; mais avec des zones de silence.

### Antenne horizontale et propagation

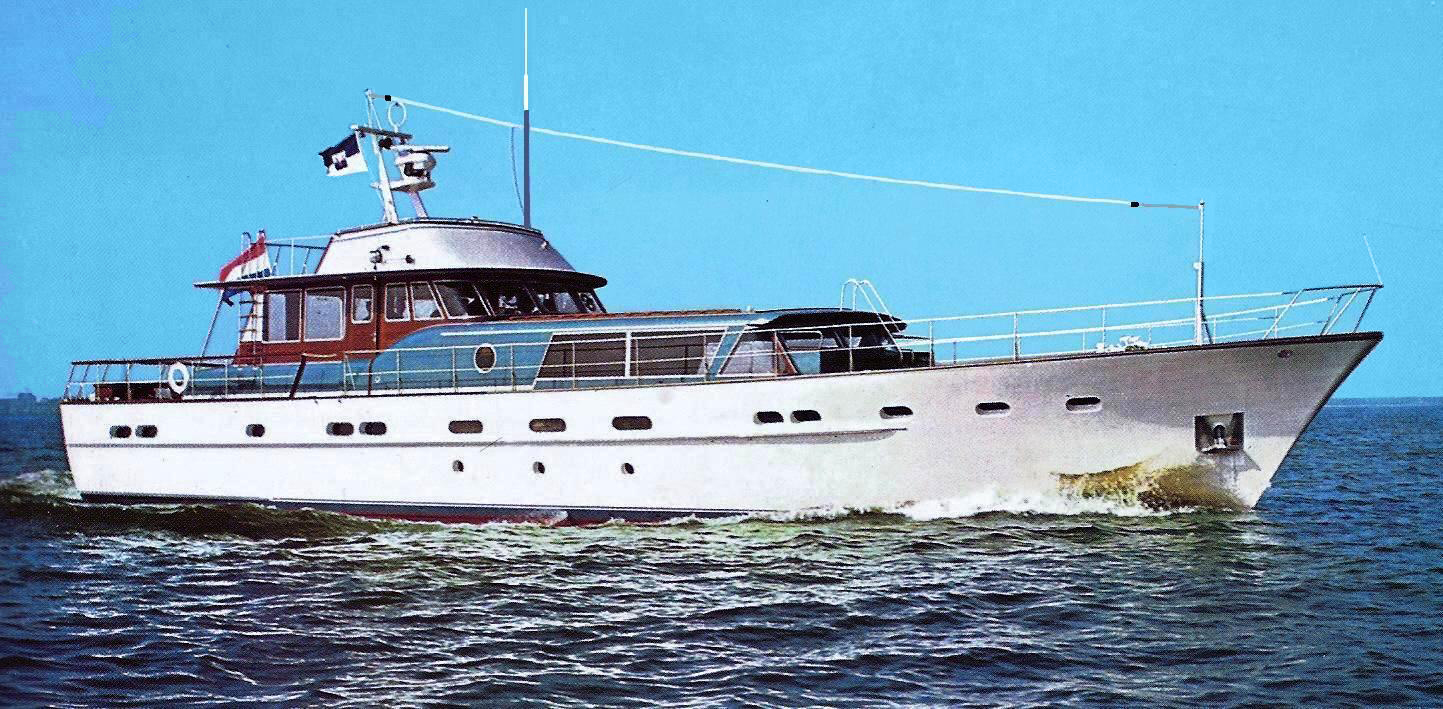
L'antenne NVIS a un lobe de rayonnement principal quasi-vertical sur une vedette de plaisance

- Les antennes horizontales facilitent les radiocommunications en terrain accidenté (îles, falaises).
- La propagation NVIS utilise une onde de ciel quasi verticale qui vise à éliminer la zone de silence.
- La plupart de l’énergie produite par cette antenne hectométrique sera ainsi réfractée par une couche ionisée du ciel vers la terre à l'intérieur d'une zone de 240 kilomètres autour de la station d’émission.
- Pour profiter de ce mode de propagation. L’antenne NVIS monopôle ou dipôle est toujours érigée seulement à quelques mètres au-dessus du navire.
- Cette antenne NVIS monopôle ou dipôle a une longueur de 7 mètres ou plus, l'antenne est alimentée par une boîte de couplage automatique.
- Pour une prise d'écoute sur une fréquence, l'opérateur radio doit appuyer 5 secondes sur la touche « TUNE » ou siffler 5 secondes dans le microphone de l'émetteur BLU pour l'accord du coupleur automatique.

## Sécurité et vie humaine
Dans l’ordre de priorité :
- détresse en radiotéléphonie Mayday (sauf sur un message de détresse déjà en cours) ;
- urgence en radiotéléphonie PAN PAN (sauf sur un message de détresse et sauf sur un message d’urgence déjà en cours) ;
- sécurité en radiotéléphonie Sécurité (sauf sur un message de détresse ou d’urgence et sauf sur un message de sécurité déjà en cours) ;
- routine (sauf sur un message en cours).

### Appel et trafic de détresse

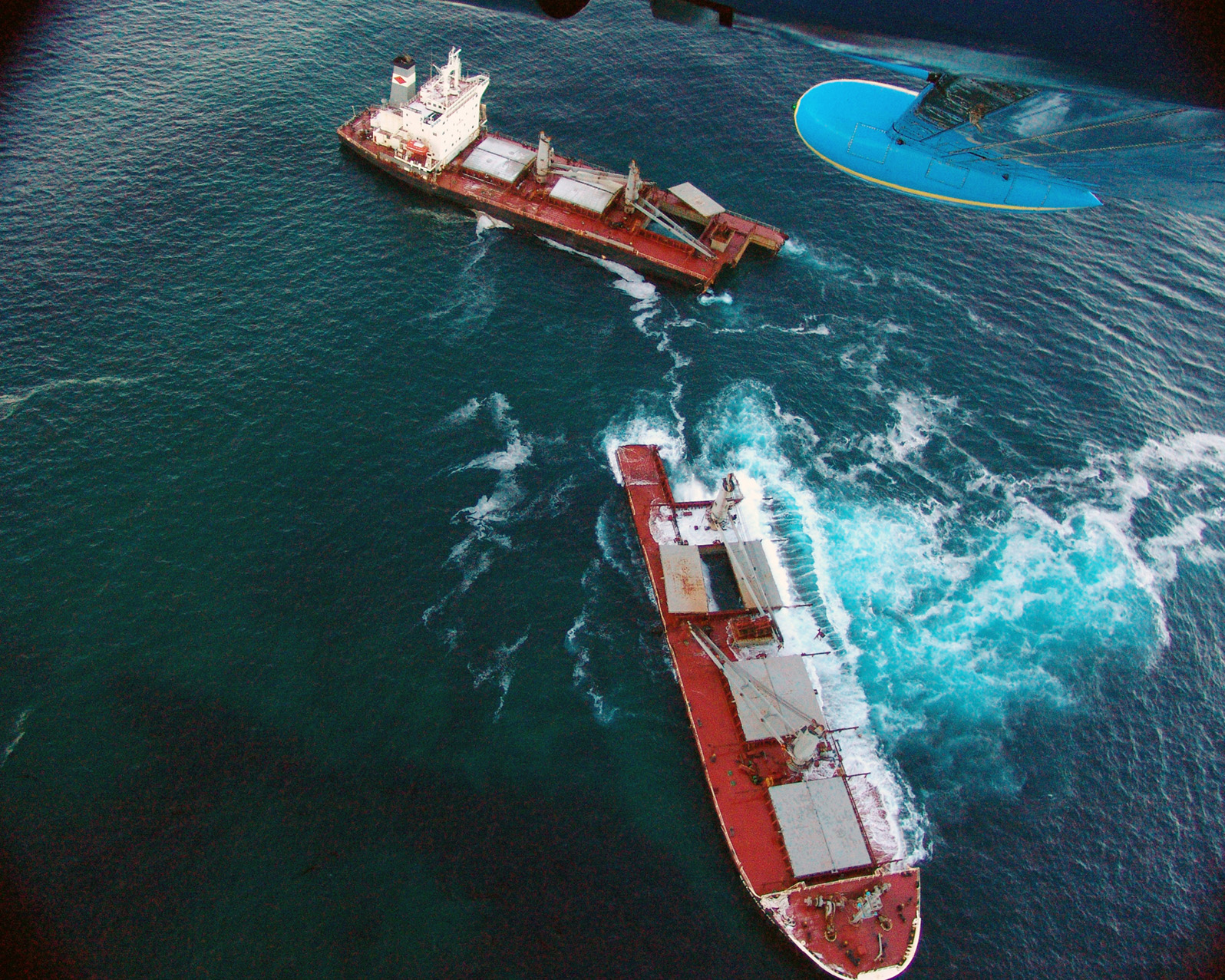
Navire et équipage en détresse

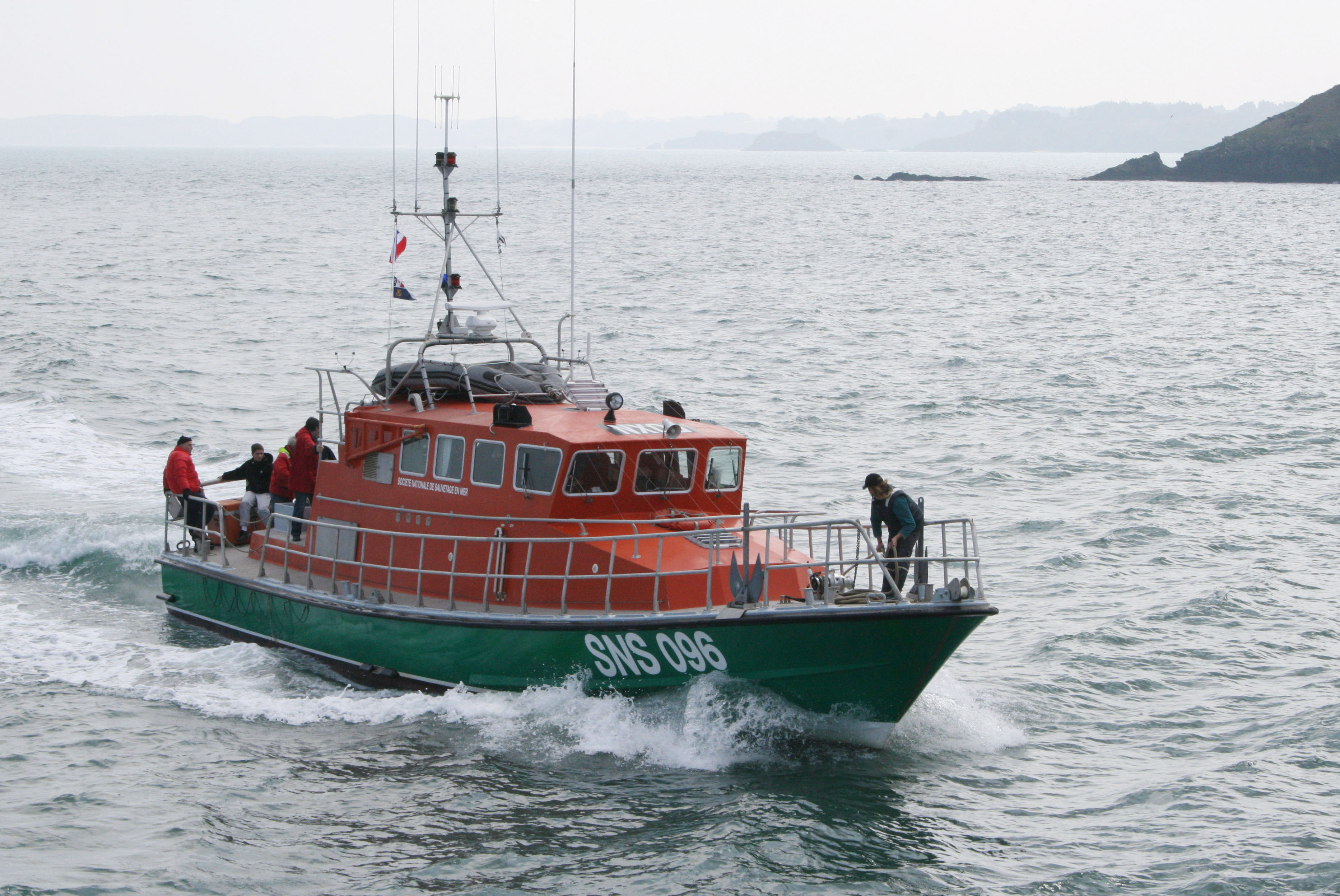
Canot de sauvetage

L´appel de detresse dans les communications en radiotéléphonie est pour signaler « qu'un navire est sous la menace d'un danger grave et imminent, la situation est une catastrophe irrécupérable provoquant la mort des personnes non secourues ». Applicable aussi aux aéronefs en détresse . 

#### Le navire est en détresse
L'appel de détresse (message de détresse)
Le capitaine d'un navire peut faire usage des signaux d'alarme ou de détresse deux tonalités émises alternativement durant trente à soixante secondes et trois répétitions du mot MAYDAY en radiotéléphonie seulement dans le cas suivant :
Pour signaler que son navire avec le personnel sont sous la menace d'un danger grave et imminent.
Il est composé du mot de code MAY DAY émis trois fois suivi du mot ICI ou DE puis du nom du bateau ou le MMSI ou l'indicatif (trois fois).
Le message de détresse

Il doit comporter :

— l’endroit précis où se trouve le bateau ;

— la nature de la détresse ;

— les secours attendus ;

— le maximum de renseignements pouvant être utiles aux services de secours ;

— le trafic de détresse ne doit jamais être gêné par un autre bateau. 
Exemple :
(Sur la fréquence 2 182 kHz)
MAY DAY, MAY DAY, MAY DAY ici Bélougas, Bélougas, Bélougas ;
MAY DAY de Bélougas.
Longitude 3° Ouest Latitude 46° Nord.
le navire coule.
Abandon du navire. 9 personnes à bord.
Bélougas coque de couleur bleue. Demande assistance.

#### Un autre navire est en détresse
Le capitaine d'un navire peut faire usage des trois répétitions du mot MAYDAY RELAIS en radiotéléphonie seulement dans l'un des 3 cas suivants :
1. Pour signaler qu'un autre navire ou un aéronef est en détresse si celui-ci n'est pas en mesure de le signaler lui-même.
2. Pour demander des secours supplémentaires lorsque, s'étant porté à l'aide d'un navire ou d'un aéronef en détresse, il juge ces secours nécessaires.
3. Pour répéter un appel de détresse dont aucun autre navire ou station côtière n'a accusé réception immédiatement, lorsqu'il est dans l'impossibilité de se porter lui-même au secours du navire ou de l'aéronef en détresse.

Le message prend alors cette forme :
MAYDAY RELAIS MAYDAY RELAIS MAYDAY RELAIS de (Navire relais), (Navire relais), (Navire relais)
MAY DAY  (Navire en détresse)
Renseignements contenus dans le message de détresse.
Ce qui donne par exemple :
(Sur la fréquence 2 182 kHz)
MAY DAY RELAIS, MAY DAY RELAIS, MAY DAY RELAIS ici Carpathia, Carpathia, Carpathia
MAY DAY de Bélougas.
Longitude 3e Ouest Latitude 46e Nord.
Le navire coule.
Abandon du navire. 9 personnes à bord.
Bélougas coque de couleur bleue. Demande assistance.

#### Annulation
- Annulation

Quand le capitaine d'un navire qui a émis un signal de détresse estime ultérieurement que l'assistance n'est plus nécessaire, ou qu'il n'y a plus lieu de donner suite au message, il doit immédiatement le faire savoir à toutes les stations intéressées sur le canal 2182 kHz.
MAYDAY
appel à tous
de
Bélougas, Bélougas, Bélougas.
MAYDAY fini, silence fini.
Nous n'avons plus besoin d'assistance.

#### Fin de détresse
(Sur la fréquence 2 182 kHz)
MAYDAY A TOUS.
ICI CROSS CORSEN.
MAY DAY de Bélougas SILENCE FINI.
CROSS CORSEN LE 5 mars A 22H local.

### Urgence

#### Message urgent
Appel et message d'urgence
Dans tous les autres cas où le capitaine d'un navire doit faire transmettre un message urgent concernant la sécurité d'un navire, d'un aéronef ou d'une personne quelconque se trouvant à bord ou en vue du bord, il doit faire usage du signal d'urgence: trois répétitions du groupe PAN PAN en radiotéléphonie; (étant prononcé comme en français « panne panne »).

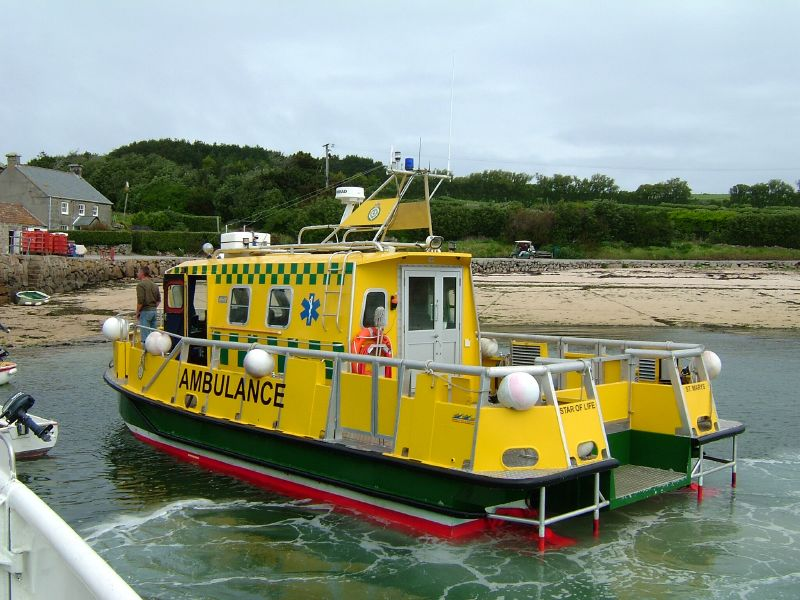
Ambulance de sauvetage.

Exemple
(Sur la fréquence 2 182 kHz)
PAN PAN, PAN PAN, PAN PAN ici Bélougas, Bélougas, Bélougas;
Demande assistance médicale
Bélougas passe sur la fréquence 3 512 kHz
(Sur la fréquence 3 512 kHz)
PAN PAN, PAN PAN, PAN PAN ici Bélougas, Bélougas, Bélougas;
Longitude 3e Ouest Latitude 46e Nord.
Fracture ouverte au bras d'un passager. Demande assistance médicale.
5 personnes à bord. Bélougas coque de couleur
À vous…

#### Annulation
- Annulation

Quand le capitaine d'un navire qui a émis un signal d'urgence estime ultérieurement que l'assistance n'est plus nécessaire, ou qu'il n'y a plus lieu de donner suite au message, il doit immédiatement le faire savoir à toutes les stations intéressées sur le canal de trafic (exemple 3512 kHz).
PAN PAN
de
Bélougas, Bélougas, Bélougas.
PAN PAN fini
Nous n'avons plus besoin d'assistance;.
À vous…

#### Transports sanitaires

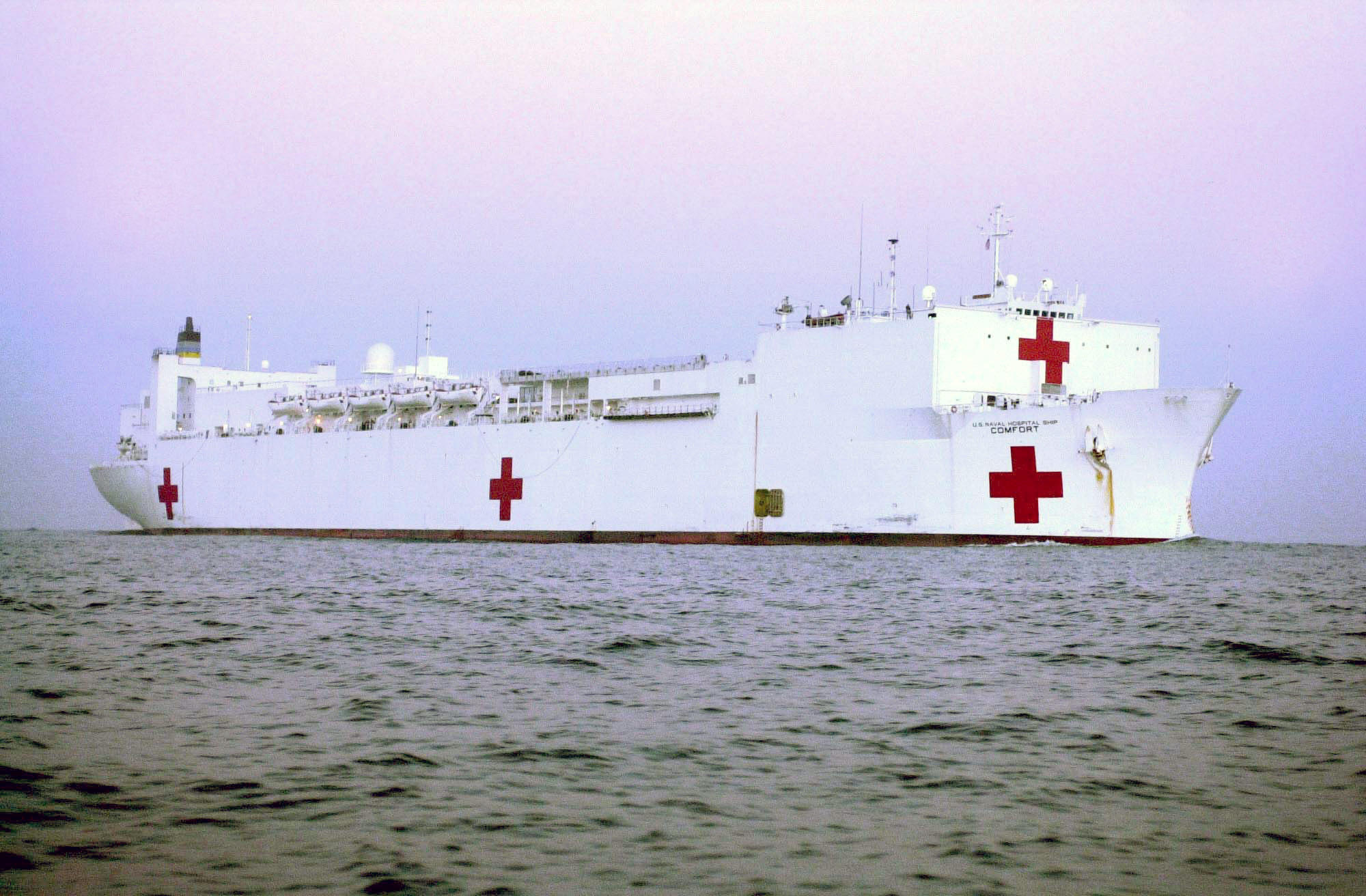
Navire-hôpital

Dans une zone de combats, aux fins d'annonce et d'identification de transports sanitaires placés sous la direction d'une partie à un conflit ou d'États neutres, ou d’un navire portant secours aux blessés, aux malades et aux naufragés. Le capitaine du navire doit faire transmettre les signaux d'urgence : de trois groupes PAN PAN suivis par l'adjonction du seul groupe MEDICAL en radiotéléphonie.

#### Navire neutre
Dans une zone de combats, aux fins d'annonce et d'identification, le navire placé sous la direction d'un État neutre à un conflit. Le capitaine du navire doit faire transmettre les signaux d'urgence : d'un seul groupe PAN PAN suivi par l'adjonction du seul groupe NEUTRAL en radiotéléphonie.

### Sécurité

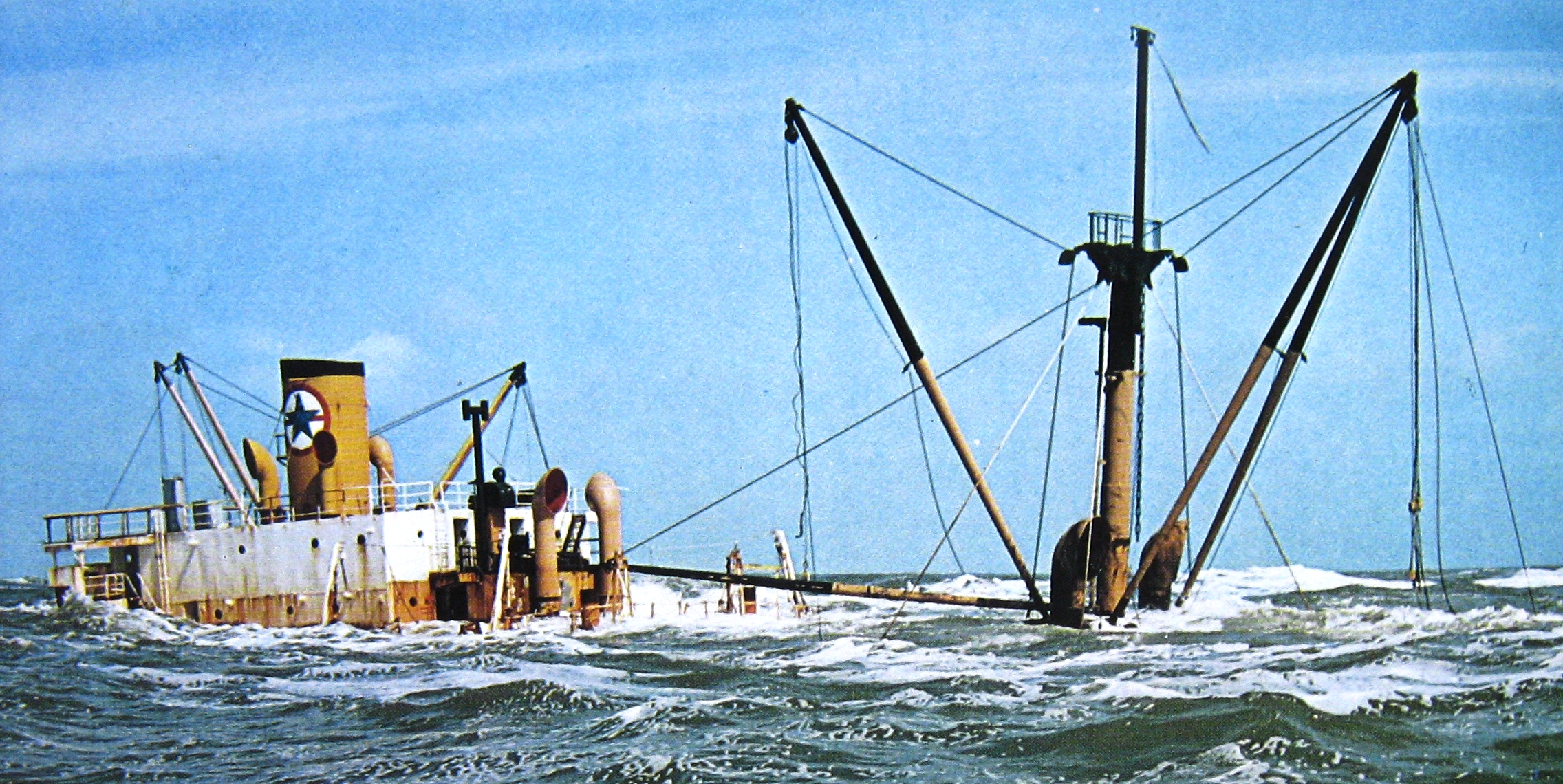
Nouvelle épave dangereuse pour la navigation

Dans tous les cas où le capitaine d'un navire doit faire transmettre un message concernant la sécurité de la navigation ou donnant des avertissements météorologiques importants, il doit faire usage du signal de sécurité : trois répétitions du groupe SECURITE en radiotéléphonie.
Appel et message de sécurité
Le message de sécurité est émis pour transmettre un message relatif à la sécurité de la navigation ou un renseignement météo.
Exemple 
(Sur la fréquence 2 182 kHz)
SECURITE, SECURITE, SECURITE ici Bélougas, Bélougas, Bélougas;
Nouvelle épave, Bélougas passe sur la fréquence 3 512 kHz
(Sur la fréquence 3 512 kHz)
SECURITE, SECURITE, SECURITE ici Bélougas, Bélougas, Bélougas;
Longitude 3° Ouest Latitude 46° Nord, signalons une nouvelle épave dangereuse pour la navigation.
Bélougas passe sur la fréquence 2 182 kHz

### Secours en cas d'urgence et decatastrophe
Sur 2 182 kHz, des essais de Radiocommunication de catastrophe ont donné une portée de 250 km avec un émetteur de 60 W et une antenne mono-pôle (fil unique) de 7 à 10 mètres alimentée par une boîte de couplage automatique.

## Le journal du service radioélectrique

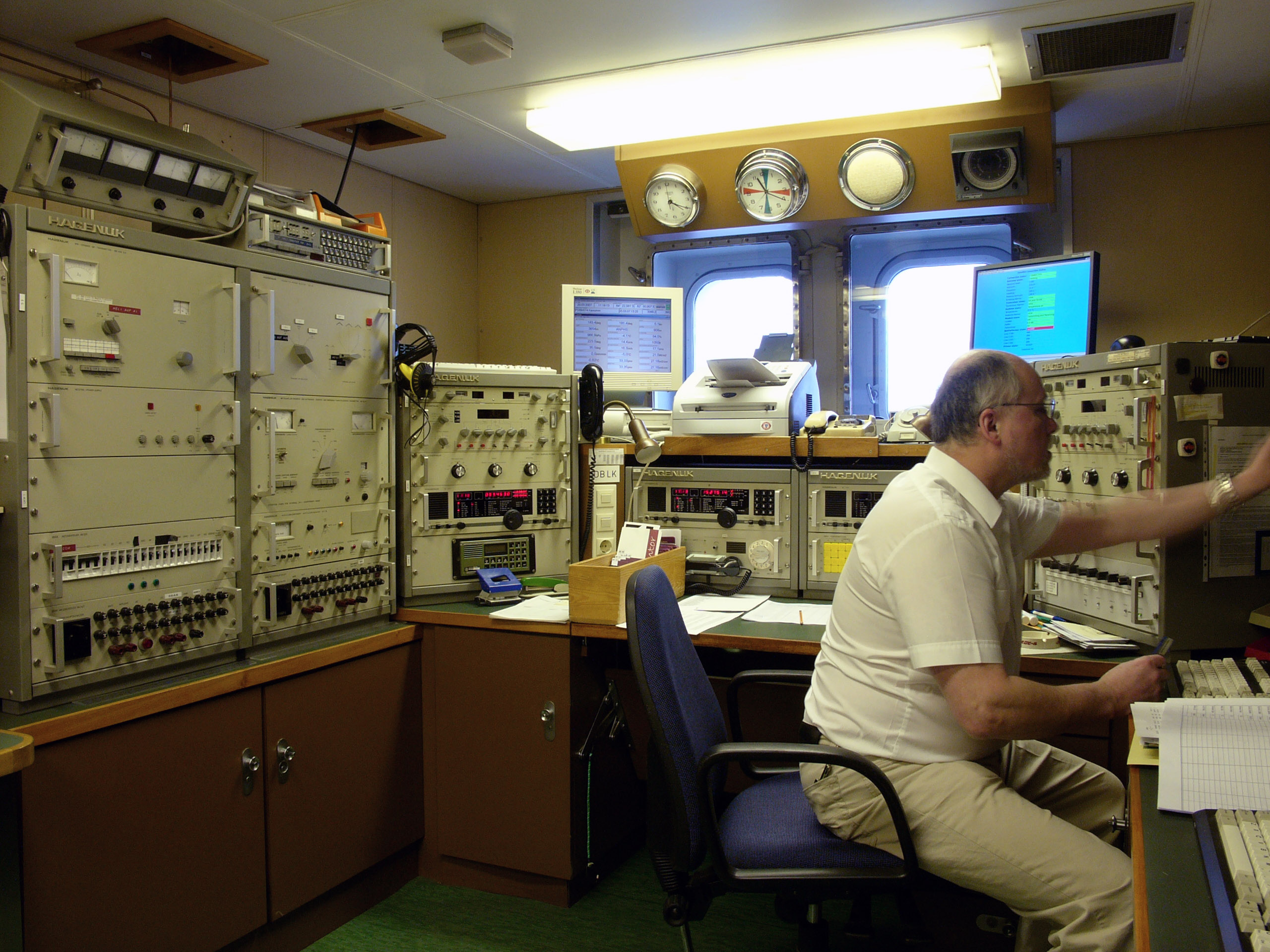
Salle radio du navire Polarstern

Le journal du service radioélectrique doit être tenu à bord des navires pour lesquels l’installation radioélectrique est obligatoire, c'est-à-dire à partir de la 4e catégorie, soit pour toute navigation supérieure à 6 milles d’un abri. Il est conseillé d’en ouvrir un à bord des autres navires. Ce journal contient: 
- Le nom de la personne assurant la veille ;
- les heures de début et de fin de cette veille ;
- les interruptions de cette veille ;
- les communications de détresse, urgence, sécurité ;
- les communications avec les stations côtières ;
- les opérations d’entretien des batteries ;
- les essais de matériel.

## Canaux utilisés par les navires
Après l’appel sur 2 182 kHz les stations conviennent d’un canal de dégagement pour écouler le trafic radiotéléphonique.
La puissance maximum de la station de bord est comprise entre 150 W et 400 W en USB.
| Canaux    | Utilisations |
| --------- | --- |
| 2 045 kHz | Radiotéléphonie de navires en voyages internationaux à côtes d'Europe et d'Afrique (région 1) (parlant des langues différentes) |
| 2 048 kHz | Radiotéléphonie de navires à navires en voyages internationaux et à côtes d'Europe et d'Afrique en (région 1) (parlant des langues différentes) |
| 2 051 kHz | Radiotéléphonie de navires en voyages internationaux à côtes (parlant des langues différentes) |
| 2 054 kHz | Radiotéléphonie de navires en voyages internationaux à côtes (parlant des langues différentes) |
| 2 057 kHz | Radiotéléphonie de navires en voyages internationaux à côtes (parlant des langues différentes) |
| 2 182 kHz | Fréquence internationale de détresse en radiotéléphonie. L'appel de routine, de sécurité et d'urgence est autorisé entre l'heure H + 03 et H + 30 et entre H + 33 et H + 00.                                                                       |
| 2 191 kHz | Les stations de navires peuvent utiliser cette fréquence comme fréquence d’appel en radiotéléphonie lorsque la fréquence 2 182 kHz est employée pour la détresse. Dans les zones à fort trafic, la fréquence est utilisée pour l'appel de routine. |
| 2 321 kHz | Radiotéléphonie de navires à navires |
| 2 635 kHz | Radiotéléphonie régions 2 et 3 (sauf Europe et Afrique) de navires à navires en voyages internationaux (parlant des langues différentes) |
| 2 638 kHz | Radiotéléphonie régions 2 et 3 (sauf Europe et Afrique) de navires à navires en voyages internationaux (parlant des langues différentes) |
| 3 023 kHz | Radiotéléphonie d´urgence aéronautique, interconnexion entre aéronef et navire, entre aéronef et brise-glace et opérations de secours |
| 3 512 kHz | Radiotéléphonie de navires à navires |

## Indicatif radio

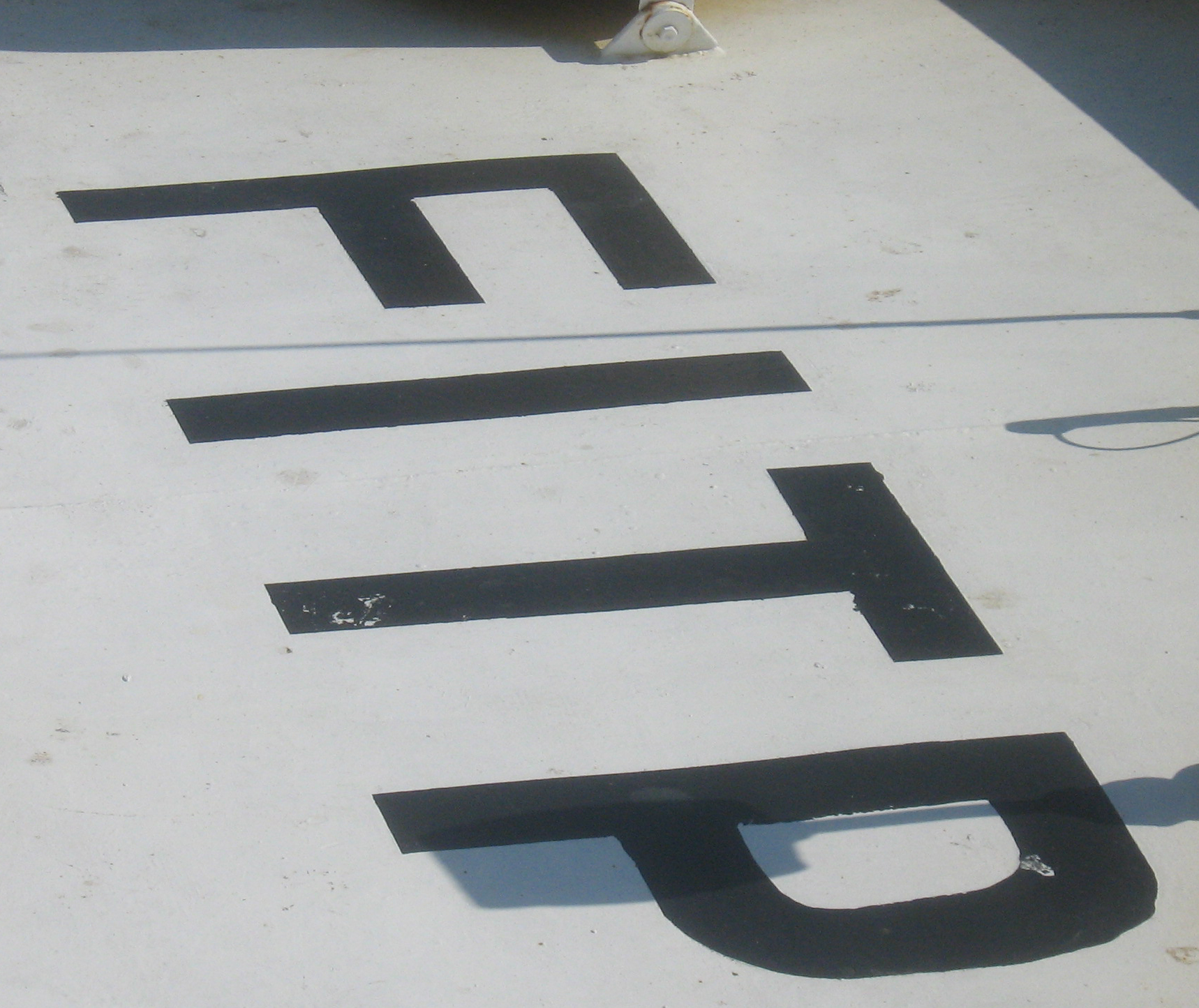
FITP : indicatif radio d'un navire de pêche équipé en bande hectométrique MF et VHF.

- L'indicatif est attribué à la coque du navire.
- Formes des indicatifs :
- Pays + types (navire ou aéronef en fonction du nombre de caractères)
- Exemples d'indicatifs :
  - FABC navire Français équipé en bande hectométrique MF et VHF
  - FABC-3 est l'embarcation de sauvetage numéro 3 du navire FABC

MARQUAGE DE l'INDICATIF RADIO
L'indicatif radio des navires à passagers et des navires de charge ont les lettres et les chiffres, de couleur rouge sur fond blanc, doit être peint sur le dessus d'une superstructure, de telle manière qu'il puisse être visible par un avion suivant une route parallèle à celle du navire et de même sens.
L'indicatif radio des navires de pêche doit être peint sur le toit de la timonerie, quand elle existe, de telle manière qu'il puisse être visible par un avion suivant une route parallèle à celle du navire et de même sens. La couleur des lettres et des chiffres doit être noire sur fond blanc, ou blanche sur fond noir.

## Fréquences HF auxiliaires à2 182kHz

### La fréquence 4 125 kHz
La recommandation de L'Union internationale des télécommunications est :
La fréquence porteuse 4 125 kHz est utilisée, en plus de la fréquence porteuse 2 182 kHz, pour la détresse et la sécurité ainsi que pour l'appel et la réponse.
Elle est également utilisée pour le trafic de détresse et de sécurité en radiotéléphonie.
La fréquence porteuse 4 125 kHz peut être utilisée par les stations d'aéronef pour communiquer avec les stations du service mobile maritime aux fins de détresse et de sécurité y compris aux fins de recherche et de sauvetage.
Les stations du service mobile terrestre situées dans des régions inhabitées, peu peuplées ou isolées peuvent, pour les besoins de la détresse et de la sécurité, se servir des fréquences ci-dessous et de recevoir des émissions de la classe J3E lorsqu'elles utilisent la fréquence porteuse 4 125 kHz.
Les procédures de sécurité et vie humaine est obligatoire pour ces stations du service mobile terrestre lorsqu'elles utilisent des fréquences qui, en vertu du présent Règlement, sont prévues pour les communications de détresse et de sécurité .

### La fréquence5 680kHz
La recommandation de L'Union internationale des télécommunications est :
La fréquence international d'urgence aéronautique 5 680 kHz en radiotéléphonie USB peut être utilisée pour établir des communications entre les stations mobiles qui participent à des opérations de recherche et de sauvetage coordonnées, ainsi que des communications entre ces stations et les stations terrestres participantes.

### La fréquence6 215kHz
La recommandation de L'Union internationale des télécommunications est :
La fréquence porteuse 6 215 kHz est utilisée, en plus de la fréquence porteuse 2 182 kHz, pour la détresse et la sécurité ainsi que pour l'appel et la réponse. Cette fréquence est également utilisée pour le trafic de détresse et de sécurité en radiotéléphonie .